# Повний факторний експеримент
Повним факторним експериментом (ПФЕ) називається такий експеримент, при реалізації якого визначається значення параметра оптимізації при всіх можливих поєднаннях рівнів варіювання факторів. Якщо ми маємо справу з k факторами, кожен з яких може встановлюватися на q рівнях, то для того, щоб здійснити повний факторний експеримент необхідно поставити n = qk дослідів.
Найбільшого поширення набули експерименти, в яких фактори варіюються на двох рівнях, тобто експерименти типу 2k.
Планування, проведення та обробка результатів ПФЕ складається з таких етапів: вибір залежних і незалежних змінних (факторів); кодування незалежних (вхідних) чинників; складання план-матриці експерименту; рандомізація дослідів (їх реалізація у випадковому порядку); реалізація плану експерименту; розрахунок і оцінка значимості коефіцієнтів моделі; перевірка адекватності отриманої моделі.

## Вибір незалежних змінних
При дослідженні технологічних процесів дуже важливо виявити всі впливаючі фактори, а також оцінити ступінь їх впливу на процес. Якщо який-небудь із значущих чинників не включений в розгляд, але змінюється в деякому інтервалі значень, то похибки результатів експерименту різко зростають.
Наприклад, багатофакторність флотаційного процесу в значній мірі ускладнює його дослідження та математичний опис (моделювання), позаяк врахувати вплив усіх чинників практично неможливо, а статистичний аналіз, що не враховує хоча б один значимий фактор, обумовлює неадекватність регресійних рівнянь.
При вивченні будь-якого технологічного процесу доводиться розглядати велику кількість факторів, які імовірно можуть впливати на параметр оптимізації. З одного боку, включення в план дослідження всіх істотно впливаючих факторів дуже важливо, оскільки експерименти, спрямовані на відшукання оптимальних умов, можуть втратити всякий сенс, якщо один або декілька таких факторів не враховані. З іншого боку, включення в програму дослідження всіх факторів, що впливають на об'єкт, ускладнює завдання – збільшує її розмірність. Ступінь впливу різних чинників на процес неоднакова; звичайно тільки декілька факторів істотно впливають на вихідну величину, а решта впливають менш суттєво. Важливо, щоб вибрані вхідні фактори були взаємонезалежні.
Завдання полягає у виявленні та ідентифікації суттєвих факторів на «нульовому» тлі всіх інших, при цьому необхідно враховувати як якісні, так і кількісні характеристики впливаючих факторів. Наприклад, на процес флотації вугілля, як відомо, істотно впливають питомі витрати піноутворювача і збирача, проте при витратах аполярного збирача більше 2000 г / т і піноутворювача 100-300 г / т збільшення витрати збирача істотно не впливає на вихідні характеристики процесу. Таким чином, внаслідок невдалого вибору діапазону варіювання фактора він може бути ідентифікований як фон.
Вхідні фактори можуть мати і якісні відмінності, наприклад різні реагенти, конструкції тощо.
Вибір залежного фактора (параметра оптимізації, цільової функції, функції відгуку). Функція відгуку залежить від мети та специфіки досліджень. Вона може бути технологічною (вилучення металу або горючої маси в концентрат, коефіцієнт селективності тощо), економічною (прибуток, втрати, рентабельність тощо), статистичною і т. д. Відгук повинен бути чутливим до зміни факторів, легко обчислюваним, виражатися одним числом, мати фізичний зміст.

## Кодування факторів
Кодування факторів необхідно для переведення натуральних значень факторів в безрозмірні величини. Це забезпечує можливість порівняльної оцінки впливу на процес різних параметрів незалежно від їх розмірності, а також дозволяє побудувати стандартну ортогональну план-матрицю експерименту.

## Інтервали варіювання факторів
Як нульовий рівень факторів зазвичай вибирають центр інтервалу, в якому передбачається вести експеримент. У промислових умовах нульовий рівень відповідає значенням факторів при існуючому технологічному режимі.
При виборі інтервалу варіювання справа дещо складніша. Часто, особливо при оптимізації процесу, спочатку доцільно описати його лінійним рівнянням, і тому інтервал варіювання повинен бути досить малий для отримання лінійного рівняння, але разом з тим досить великий, щоб не отримати помилкового висновку про незначному впливі будь-якого з факторів.

## План-матриця експерименту
Активне планування експерименту припускає проведення дослідів відповідно до плану експерименту. План експерименту визначає розташування дослідних точок у факторному просторі (просторі незалежних змінних). План експерименту задається у вигляді матриці плану, наприклад у вигляді таблиці, кожен рядок якої відповідає умовам досвіду, а стовпець – значенням незалежної змінної в кожному досліді.
План-матриця експерименту пропонується безпосередньо самою програмою STATGRAPHICS залежно від виду розроблюваної регресійній моделі. 
Найбільш часто застосовуються центральні-композиційні плани другого порядку. Їх отримують додаванням спеціальних «зоряних» точок до «ядра», що складається з плану 2n для лінійної моделі, а також певної кількості експериментів в центрі плану (при фіксації значень всіх вхідних параметрів на нульовому рівні). Зоряні точки встановлюються на деякій відстані d від центру, званому «зоряним плечем».
Серед центрально-композиційних планів другого порядку найбільшого поширення набули ротатабельні плани. Ці плани дають можливість передбачати значення функції відгуку з дисперсією (точністю), однаковою на рівних відстанях від центру плану (по всьому факторному простору).
Після складання план-матриці експериментів здійснюється реалізація відповідних їй дослідів. За результатами цих дослідів визначаються експериме-нтальні значення цільової функції, які заносяться в план-матрицю експерименту порядково.
Наступні етапи планування експерименту здійснюються безпосередньо в модулі DOE програми STATGRAPHICS. Їх конкретний зміст розглянемо на прикладі.